# August Varenius

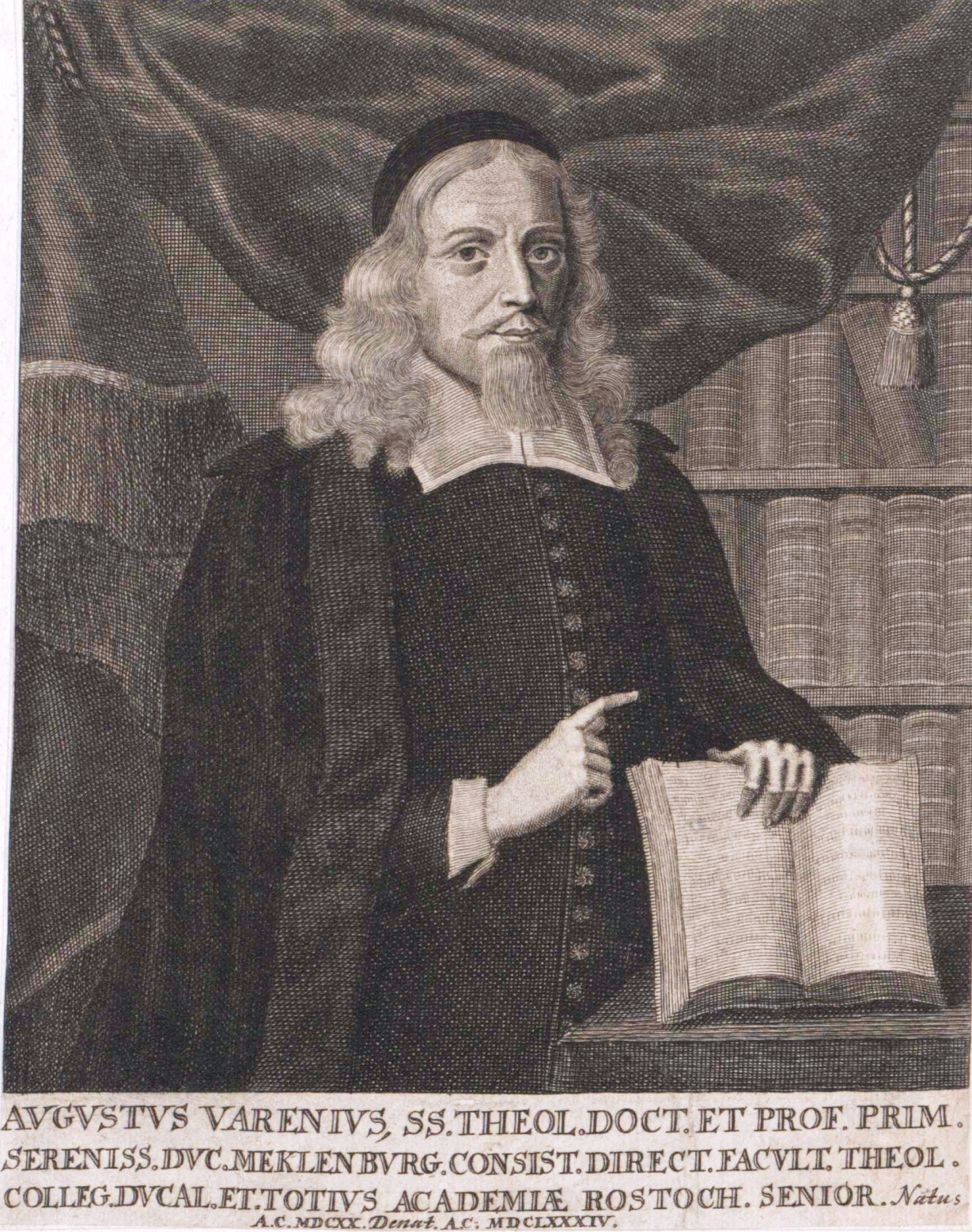
August Varenius, zeitgenössischer Kupferstich

August Varenius (ursprünglich: Varen; * 20. September 1620 in Hitzacker; † 15. März 1684 in Rostock) war ein deutscher lutherischer Theologe, der als Professor an der Universität Rostock lehrte.

## Leben
Varenius war ein Sohn des braunschweigisch-lüneburgischen Hofpredigers Heinrich Varenius (1595–1635) und seiner Frau Anna Freder († 1623). Sein Bruder Bernhard Varenius (1622–1650 oder 1651) machte sich als Geograph einen Namen.
Nach dem Studium der Evangelischen Theologie in Helmstedt, Königsberg und Rostock sowie dem Studium des Hebräischen in Hamburg promovierte Varenius am 30. August 1643 zum Magister und wurde anschließend Professor der Hebräischen Sprache und christlichen Katechese an der Philosophischen Fakultät der Universität Rostock. 1648 promovierte er zum Lizentiat an der Theologischen Fakultät in Rostock, 1650 wurde er zum Dr. theol. promoviert. 1663 rückte er auf die zweite herzogliche Professur der Theologie in Rostock auf, die er bis zu seinem Tod innehatte. Er amtierte acht Mal als Rektor der Universität.
Als Vertreter der lutherischen Orthodoxie verfasste Varenius zahlreiche Streitschriften gegen Katholiken, Calvinisten und Sozinianer, aber auch exegetische und dogmatische Werke sowie theologische Disputationen.

## Schriften (Auswahl)
- De Targumim vel paraphrasibus Chaldaicis Onkelos in Legem, Jonathanis in Prophetas et illa quae extat in Hagiographos Lectionum Academicarum prima. Rostock 1644
- De Targumim Seu Paraphrasibus Bibliorum Chaldaicis Exercitatio Philologica. Richel, Rostock 1655. (Digitalisat)
- Paulus Evangelista Romanorum succincta divinissimae illius & inter omnes alias facile Principis Epistolae Ad Romanos Analysi Et Exegesi. Richel, Rostock 1656. (Digitalisat)
- Decades Mosaicae, in duos priores Libros Pentateuchi Genesin & Exodum, quorum loca difficiliora, & illustriora sub 34. magnis classibus ex consilio fontium explicantur, à Corruptelis Interpretum. Richel, Rostock 1659. (Digitalisat)
- Exegesis Augustanae Confessionis, eademque post apparatum symbolicum, harmonica .... Richel, Rostock 1664. (Digitalisat)
- Collegium canonicum quatuor novissimorum prophetarum Danielis, Zachariae, Haggaei et Malachiae. Rostock 1667.
- Anti-Socinianismus orthodoxus. (Resp. Gottfried Weiß) Richel, Rostock 1650. (Digitalisat)
- Antipapismus orthodoxus in praecipuis christianae religionis articulis et dogmatibus, ecclesias inter Augustanae Confessionis invariatae addictas et Pontificios controversis. Kilius, Rostock 1673. (Digitalisat)
- Decades Biblicae in 5. L. Mosis, qui Deuteronimion inscribitur. Richel, Rostock 1675. (Digitalisat)
- Breviarium theologicum, s. Controversiarum, praecipue inter Theologos Augustanam Confessionem invariatam professos post publicatum Librum Concordiae. Kilius, Rostock 1675. (Digitalisat)
- Commentarius in prophetam Isaiam, hrsg. v. Johannes Fecht. Rostock und Leipzig 1708.